# Кафа-Штама (національний парк)
Національний парк Кафа-Штама (алб. Parku Kombëtar i Qafë Shtamës) розташований в горах Албанії на північ від Тирани, приблизно за 25 км на схід від міста Круя. Отримав назву на честь перевалу Штама (Штамба). Національний парк має площу 2000 га, з красивими гірськими пейзажами, невеликими озерами, джерелами і сосновими лісами. Національний парк заснований в 1996 році. Останнім часом він став досить популярним місцем для піших прогулянок.

## Опис
Парк названий на честь перевалу Штама через хребет Скандербег, що розташований на висоті близько 1250 м, через який проходить дорога з міста Круя в Буррель.
На північ від дороги до перевалу більша частина парку являє собою в основному неосвоєні гірські землі з лісами, в яких ростуть переважно сосни і дуби. Чорні сосни досягають 20 м у висоту і віку 60 років, вони є одним з основних джерел деревини в Албанії. Ліси національного парку можуть стати місцем проживання для бурих ведмедів, вовків, лисиць та різних видів птахів, що перебувають під загрозою через незаконну вирубку лісу. Найвищі вершини національного парку — це Лікені (1724 м) на півночі і пік Р'єпат (1686 м) на півдні. У південній частині до нього примикає Національний парк Дайті.
Найбільш значущим джерелом води вважається Kroi i Nenës Mbretëreshë (Джерело королеви матері), відомий своєю чистою, прозорою і корисною для здоров'я водою. Легенда пов'язує це джерело з албанською королівською родиною. Як стверджують після дослідження води з цього джерела в лабораторії у Відні в 1932 році, вона отримала нагороду як краща вода в країні. Слово королева-мати, ймовірно, вказує на Садіже Топтані, мати Ахмета Зогу, або Джеральдіну Аппоньї, його дружину, яка вперше відвідала Албанію в 1937 році. Nena Mbretëreshë — це загальна назва матері короля. Король Зогу народився в окрузі Мат, розташованому біля східної сторони перевалу. Він наказав також збудувати вілли для відпочинку в цьому районі.
Вода з цього джерела поставляється на завод, що розташований неподалік від входу в парк. Вироблена там бутильована мінеральна вода продається в країні під брендом Qafshtama.